# Пэтэаул
Пэтэаул — покинутый аул в Чеберлоевском районе Чеченской Республики.

## География
Аул расположен к юго-востоку от районного центра Шаро-Аргун.
Ближайшие населённые пункты: на северо-западе — бывшие аулы Бекейаул, Чуреймохк и Арапоаул, на северо-востоке — бывший аул Мамонаул, на юго-западе — бывшие аулы Алчалой и Кулой, на юго-востоке — бывшие аулы Ари-Аул и Джелошка.